# Естер Гонсалес
Естер Гонсалес Родрігес (ісп. Esther González Rodríguez; 8 грудня 1992, Уескар, Андалусія) — іспанська футболістка.
Чемпіонка світу з футболу серед жінок у складі збірної Іспанії.

## Дитинство
Естер почала грати у футбольній школі свого рідного міста Уескар. Пізніше долучилась до складу команди «CD Algaidas» з другого жіночого дивізіону Іспанії, але приєднавшись до клубу у віці чотирнадцяти років, вона не могла дебютувати у чемпіонаті до другої половини сезону 2007–08 років. Це відбулося через правила турніру, в яких гравцям віком до п'ятнадцяти років не дозволялося грати. 

## Кар'єра

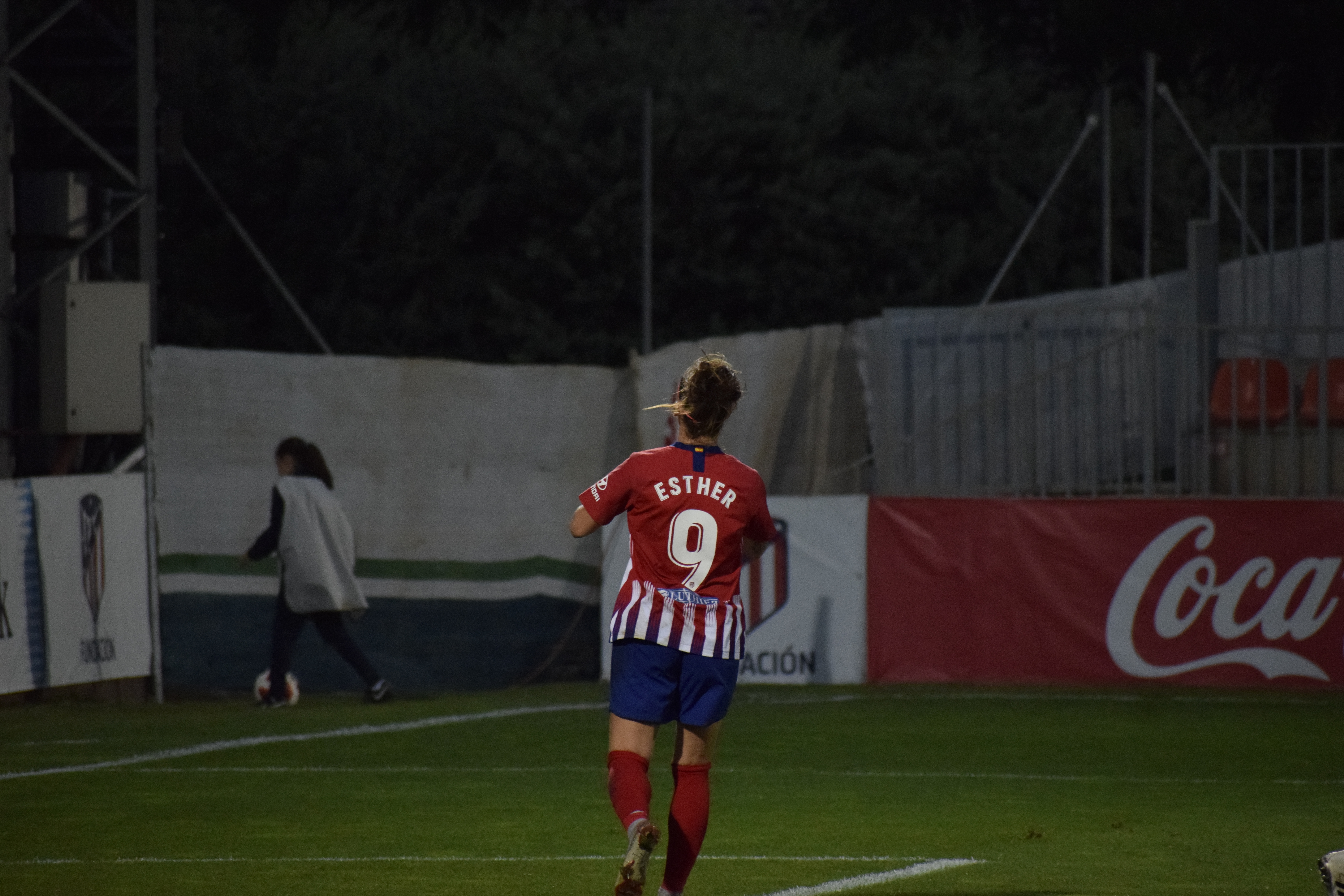

У 2009 році Естер підписала контракт з «Леванте», а після двох сезонів покинула клуб і долучилась до командои «Атлетіко Малага». Естер стала найкращою бомбардиркою з 14 забитими м'ячами у своєму активі, але оскільки команда з Малаги вилетіла до другого дивізіону, у 2012 році гравчиня підписала контракт з клубом «Спортінг Уельва». 23 вересня Естер забила свій перший гол за новий клуб. В цілому вона провела чудовий сезон, стала найкращою бомбардиркою та була обрана вболівальниками найкращою гравчинею команди.
2 липня 2013 року про підписання контракту з Естер оголосив мадридський «Атлетіко».
У сезоні 2014–15 років «Атлетіко» зайняв друге місце в чемпіонаті Іспанії та вперше у своїй історії кваліфікувався до Ліги чемпіонів. Естер стала другою найкращою бомбардиркою команди з 12 голами у 28 матчах.
7 жовтня 2015 року «Атлетіко» дебютував у Лізі чемпіонів в матчі проти російського клубу «Зоркий», програвши з рахунком 0–2. Але у матчі відповіді іспанська команда створила камбек та в Росії забила потрібні три м'ячі у ворота суперниць. Авторкою першого забитого голу стала Естер Гонсалес.
Сезон 2015–16 років «Атлетіко» закінчив на третєму місці в іспанському чемпіонаті, але для Естер це був найкращий сезон з точки зору результативності: вона забила 18 голів у 29 іграх. У тому ж сезоні Естер виграла свій перший трофей. У фіналі кубка Королеви червоно-білі виграли у «Барселони» з рахунком 3–2, а переможний третій гол був також в активі Естер.
З 2021 по 2023 рік Естер Гонсалес виступала у складі команди «Реал» (Мадрид). Залишала цю команду Естер у статусі найкращої бомбардирки усіх часів, забивши 39 голів у всіх турнірах.
23 серпня 2023 року клуб Національної жіночої футбольної ліги «Нью-Джерсі/Нью-Йорк Готем» підписав з Естер трирічний контракт з можливістю продовження ще на один рік.

## Виступи за збірну
Естер була однією з 40 гравчинь розширеного складу до жіночого  Євро-2013, але не потрапила в заявку до фінальної стадії. 
Дебютувала у складі основної команди 4 березня 2016 року в товариській грі проти збірної Румунії, замінивши на 75-й хвилині матчу Дженніфер Ермосо. 
Естер викликалась до фінальної частини Євро-2017, але не прийняла участі у жодному матчі турніру. 
У переможному для іспанок матчі проти збірної Азербайджану (13:0) у кваліфікації до Євро-2022 Естер забила п'ять голів. У фінальній стадії того чемпіонату Європи, Естер та її команда дійшли до чвертьфіналу.
Справжній успіх стався на чемпіонаті Світу-2023, що проходив в Австралії та Новій Зеландії. Жіноча збірна Іспанії з футболу тоді вперше в історії виграла золоті медалі, обігравши у фіналі — збірну Англії. 
В 2024 році Естер разом з іспанською збірною стала переможницею в дебютному розіграші Ліги націй УЄФА.
На Євро-2025 збірна Іспанії була у статусі головних фавориток всього чемпіонату, але дійшла лише до фіналу, Естер з чотирма забитими м'ячами стала найкращою бомбардиркою турніру.

## Досягнення
Командні
- Кубок Іспанії
  -  Переможниця (1): 2016
- NWSL
  -  Переможниця (1): 2023
- Кубок чемпіонів КОНКАКАФ:
  -  Переможниця (1): 2024–25

Збірна
- Кубок Світу:
  -  Переможниця (1): 2023
- Ліга націй УЄФА:
  -  Переможниця (1): 2023—2024
- Чемпіонат Європи:
  -  Фіналістка (1): 2025

Індивідуальні
- Володарка Золотого м'яча кубка чемпіонів КОНКАКАФ (2024–25)
- Найкраща бомбардирка чемпіонату Європи (2025)